# Anton Thomas

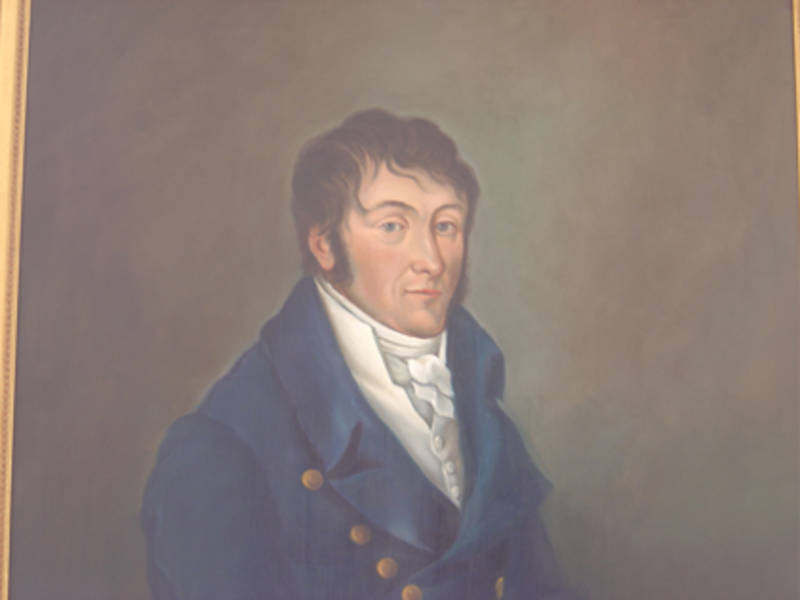
Anton Thomas

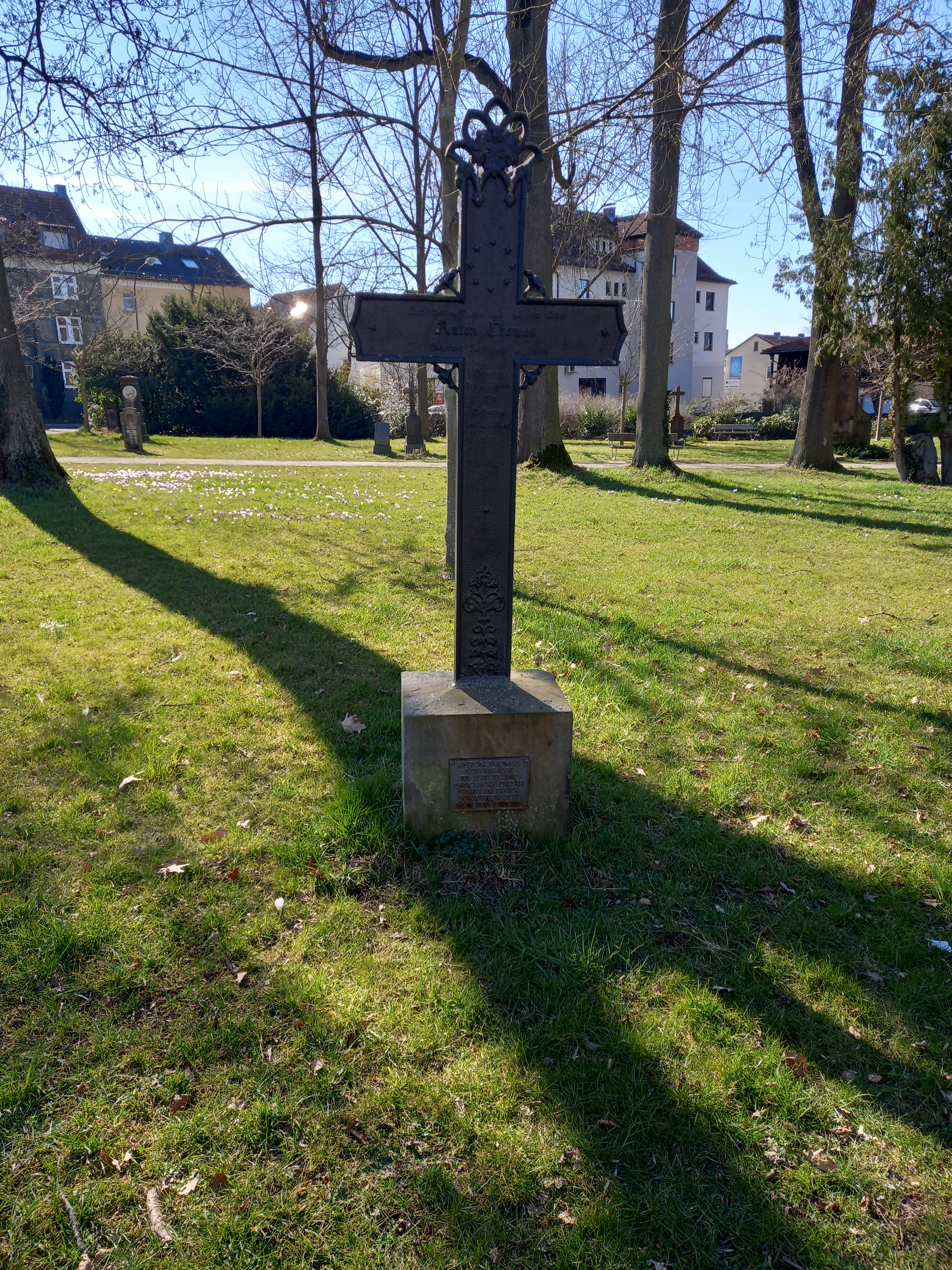
Das Grab von Anton Thomas auf dem Alten städtischen Friedhof Fulda

Anton Thomas (* 2. Februar 1778 in Haselstein; † 4. Mai 1837 in Fulda) war Bürgermeister und danach Direktor des Stadtmagistrats von Fulda.

## Leben
Thomas wurde als Sohn eines wohlhabenden Land- und Gastwirts in Haselstein (heute Gemeinde Nüsttal) geboren. Seine Eltern ließen ihn wegen seiner Intelligenz und auch weil er körperlich eher schwächlich war die höhere Schule besuchen. Er studierte unter anderem in Gießen bei Karl Ludwig Wilhelm von Grolman. Ab 1800 lehrte er an der Universität Fulda als Professor für Naturrecht und deutsches Privatrecht. Ab 1805 war er Stadtrichter in Fulda und wurde im selben Jahr von Wilhelm von Oranien zum Bürgermeister ernannt. Ab 1816 trug er den Titel Direktor des Stadtmagistrats und Regierungsrat. Auf diesen verzichtete er 1821, um kurhessischer Landrichter am Landgericht Fulda zu werden. Zwei Jahre vor seinem Tod ging er aufgrund gesundheitlicher Probleme in Pension als Geheimer Justizrat.
Er war verheiratet mit Sabina Franziska Weikard (1792–1863), einer Tochter des Amtsvogts Georg Ignaz Weikard.